# IC 4974/1
IC 4974/1 је спирална галаксија у сазвијежђу Паун која се налази на листи објеката дубоког неба у Индекс каталогу.
Деклинација објекта је - 61° 51' 26" а ректасцензија 20h 15m 26,2s. Привидна величина (магнитуда) објекта IC 4974 износи 14,4 а фотографска магнитуда 15,2. IC 49741 је још познат и под ознакама ESO 143-16, FAIR 68, PGC 64366.